# 543018 ROTAT
543018 ROTAT è un asteroide della fascia principale. Scoperto nel 2013, presenta un'orbita caratterizzata da un semiasse maggiore pari a 2,8036534 au e da un'eccentricità di 0,1212953, inclinata di 5,12914° rispetto all'eclittica.